# Johannesburg Challenger 2 1988
Il Johannesburg Challenger 2 1988 è stato un torneo di tennis facente parte della categoria ATP Challenger Series nell'ambito dell'ATP Challenger Series 1988. Il torneo si è giocato a Johannesburg in Sudafrica dal 12 al 18 settembre 1988 su campi in erba.

## Vincitori

### Singolare
Matt Anger ha battuto in finale  Piet Norval con il punteggio di 7–6, 6–2

### Doppio
Neil Broad /  Stefan Kruger hanno battuto in finale  Brent Haygarth /  Byron Talbot con il punteggio di 7–6, 6–4